# Forum Decii
Forum Decii fue una antigua población sabino-romana. Sus restos se encuentran en la Fracción Bacugno del municipio de Posta en la Provincia de Rieti en Italia Central.

## Referencias Históricas

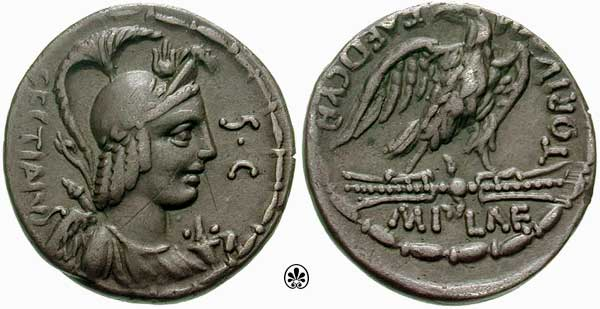
Denario con el retrato de la diosa Vacuna año 67 a. C.